# Гра Кусануса
«Гра Кусануса» (нім. «Das Cusanus-Spiel») — науково-фантастичний роман Вольфганга Єшке, опублікований у 2005 році. Він нагороджений премією Курда Лассвіца, а також отримав Німецьку науково-фантастичну премію.

## Сюжет
Доменіка Ліґріна — юна дівчина-ботанік, яка, якщо завершить навчання, отримає таємну та спокусливу пропозицію. Її може запропонувати ватиканський інститут Rinascita della Creazione. Він повідомить деталі лише після того, коли вона виконає обіцянку. Доменіка, розуміючи ситуацію, в якій перебуває Світ та Європа, сумнівається у своїй участі в пропозиції. 2052 року глобальне потепління призвело до глобальної міграції біженців, Мальдіви затоплені, Сахара поширилась майже на всю Африку. В Німеччині сталась ядерна аварія на атомній станції Каттенон, радіація уразила велику частину Центральної Німеччини, Європейський Союз розпався під натиском кліматичних біженців. Минулий устрій вже не існує, Європа стала клаптиком малих націоналістичних держав. Папа Римський має свій Ватикан у Зальцбурзі, щоб мати безпеку від радіації та відродженого фашизму.
Після завершення досліджень Доменіка дізнається, що вона має повернутися в часі, для того, щоб зібрати насіння рослин, яких вже не існує. Це повинно допомогти у відроджені теперішнього та зм'якшувати наслідки ядерної катастрофи. Сама технологія мандрівки у часі була розроблена у майбутньому та може використовуватися зараз, але принцип її дії незрозумілий.
Доменіка отримала жорсткі правила поведінки, тому що вона нічого не може змінити у минулому, щоб майбутнє (тобто 2052 рік) не зруйнувалось. Доменіка прибула у XV століття, де вона заарештована як відьма та пише лист Ніколаусу Кусанусу, в якому просить у нього про допомогу. Тут починається основний момент, що мандрівка в часі — це більше, аніж один рік іншого: Доменіка має бачення власної смерті при спалюванні відьом. Мабуть, це не лише лінія часу, не лише один Всесвіт, їх декілька. Отже, історія про Кусануса та Доменіку має декілька інших цілей. Паралельний Всесвіт, можливо, результат інформації, наданий Домінікою Кусанусу, сотні років тому потерпав через забруднення довкілля та зміни клімату, тому що в цьому церква ніколи не перешкоджала науці, а сприяла їй. І є людини, які можуть говорити, що досягають часу зовні та коректувати свої процеси. Тому що не всі Всесвіти можуть вижити.

## Критика
«Гра Кусануса» є великим успіхом наукової фантастики з усякого погляду.

## Видання
- 2005: Das Cusanus-Spiel, Roman. ISBN 3-426-19700-6.
- 2008: Das Cusanus-Spiel, oder Ein abendländliches Kaleidoskop (Taschenbuchausgabe). ISBN 3-426-63958-0 und ISBN 978-3-426-63958-0
- 2008: A Cusanus-játszma (ungarische Ausgabe in zwei Bänden, übersetzt von Csaba Varga). ISBN 978-963-9828-14-8
- 2008 Le jeu de Cuse (переклад французькою), ISBN 978-2-84172-416-1
- 2013: Das Cusanus-Spiel — Midas — Der letzte Tag der Schöpfung. Drei Romane in einem Band. ISBN 978-3-453-31476-4
- 2013/2014: The Cusanus Game (englische Ausgabe), ISBN 978-0-7653-1908-1 sowie ISBN 978-0-7653-1909-8 und als ebook: ISBN 978-1-4299-8871-1

## Відзнаки
- 2006 — Німецька науково-фантастична премія — найкращий роман
- 2006 — Премія імені Курда Лассвіца — найкращий роман